# Jean Bartik
Jean Bartik, nascida Betty Jean Jennings (27 de dezembro de 1924 – 23 de março de 2011) foi uma pioneira da programação de computadores e uma das seis programadoras originais do computador ENIAC.